# وینود کانا
وینود کانا یا خانا (به هندی: विनोद खन्ना؛ ۶ اکتبر ۱۹۴۶ - ۲۷ آوریل ۲۰۱۷) یک هنرپیشه، سیاست‌مدار، و تهیه‌کننده اهل هند بود. او عضو پارلمان هند از گورداسپور بود.

## بازیگری
کانا بین سال‌های ۱۹۶۸ و ۲۰۱۳ در ۱۴۱ فیلم بالیوود نقش‌آفرینی کرد. او از بازی در نقش آدم‌های بد شهرت خود را آغاز و بعدها در ده‌ها فیلم یا برنامه‌های تلویزیونی از جمله در «انصاف»، «آپنی» و «آمار آکبر انتونی» به عنوان بازیگر اصلی ایفای نقش کرد.
کانا کار خود را در سال ۱۹۶۸ آغاز کرد و در ده‌های هفتاد و هشتاد میلادی پس از آنکه چندین فیلم او موفق شدند، به یکی از چهره‌های شاخص در سینمای هند تبدیل شد.

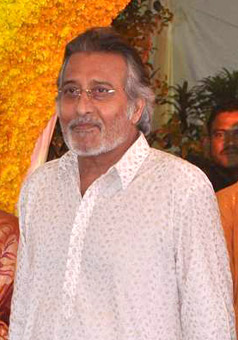
وینود کانا

## فعالیت سیاسی
کانا یک سیاستمدار هم بود. او چهار بار به عنوان نماینده به مجلس هند راه یافت و یک بار هم به عنوان معاون وزیر در وزارت امور خارجه کار کرد.

## درگذشت
مرگ کانا پس از یک بیماری طولانی مدت رخ داد. او که به سرطان مثانه مبتلا شده بود در اوایل آوریل ۲۰۱۷ به دلیل وخیم شدن وضعیتش در بیمارستان بستری شد و در ۲۷ آوریل (۷ اردیبهشت ۱۳۹۶) درگذشت.
درگذشت او در ۷۰ سالگی با موج پیام‌های تسلیت همراه شد. هشتگ VinodKhanna # بعد از ظهر پنجشنبه ۲۷ آوریل ۲۰۱۷ به یکی از داغ‌ترین هشتگ‌های روز در هند تبدیل شد.
پراناب موکرجی، رئیس جمهوری هند، نیز در توییتی ضمن ابراز تسلیت، او را یک «هنرمند بسیار با استعداد و موفق» سینمای هند خواند.

## فیلم‌شناسی
فهرست برخی از فیلم‌هایی که وینود کانا در آن‌ها به ایفای نقش پرداخته است:
- ۹۹
- آمر اکبر آنتونی
- ریسک
- مهتاب
- تحت تعقیب
- نترس
- نترس ۲
- تربیت
- هدف
- سنت
- بازیکنان
- بدهی خون
- جنگجویان
- فاتح سرنوشت
- خون و عرق
- کلک
- مهربانی
- جنگ بزرگ
- من ریحان دارم تو حیاط داری
- مردی از سنگ
- فرشته
- انقلاب
- یک راجا و رانی
- اینا مینا دیکا
- آخرین دادگاه
- نگهبان
- روستای من، کشور من
- به من بگو خدا
- پادشاه وقت
- بخشش
- سنگ و زمرد
- قطار سوزان
- راجپوت
- پسر هیمالیا
- لیکن
- طبیعت
- میرا
- مهارت دست
- رهایی
- رامایا خواهد آمد
- به خاطر شما
- سی.آی.دی
- خدای بشریت
- چهره حقیقت
- اعلان
- جرم
- خون دو رنگ دارد
- مال خودم
- پریچی
- شک
- آخرین راهزن
- بیا هم را ببینیم عشقم
- بمبئی ۴۰۵ مایل
- سرباز دزد
- نگهبان (۱۹۷۴)
- راهزن و جوان
- ثروت
- دشمنان ثروت
- جنون
- سپر
- تهدید
- بحران دین